# Mörrum Station
Mörrum Station er en svensk jernbanestation, der ligger i Mörrum i Blekinge. Fra Mörrum station kører der pågatåg og øresundstog.
| Jernbane | Spire Denne jernbaneartikel er en spire som bør udbygges. Du er velkommen til at hjælpe Wikipedia ved at udvide den. |

56°11′13″N 14°44′36″Ø / 56.18684°N 14.74322°Ø